# Flesh and Bone (série télévisée)
Pour les articles homonymes, voir Flesh and Bone.
Flesh and Bone est une série télévisée américaine en huit épisodes de 60 minutes créée par Moira Walley-Beckett et diffusée entre le 8 novembre et le 27 décembre 2015 sur Starz et en simultané sur Super Channel au Canada.
Le pilote a été mis disponible le 2 novembre 2015 sur Starz Play et Starz on Demand, puis l'ensemble des épisodes de la série devient disponible le jour de sa diffusion télévisuelle. La série ne comportera qu'une seule saison.
En France, la série est diffusée sur OCS City, mais reste inédite dans les autres pays francophones.

## Synopsis
Claire est une belle danseuse talentueuse qui porte un passé très difficile. Elle décide de rejoindre une prestigieuse compagnie de ballet à New York. La série explore le monde troublé et glamour du ballet à travers le regard de la ballerine.

## Fiche technique
- Titre original : Flesh and Bone
- Création : Moira Walley-Beckett
- Réalisation : David Michôd, Joshua Marston, Stefan Schwartz, Nelson McCormick, Adam Davidson, Sam Miller et Alik Sakharov
- Scénario : Moira Walley-Beckett, Adam Rapp, David Wiener, Jami O'Brien et Bronwyn Garrity
- Photographie : Adam Arkapaw et Terry Stacey
- Montage : Michelle Tesoro, Carole Kravetz Aykanian, Andy Keir et Meg Reticker
- Musique : Karen O (générique), Dave Porter (épisodes) et Adam Crystal (ballets)
- Production : Moira Walley-Beckett, John Melfi, Lawrence Bender et Kevin Brown
- Sociétés de production : Pelican Ballet et Bender Brown
- Pays d'origine :  États-Unis
- Langue originale : anglais
- Genre : Drame
- Durée des épisodes : 60 minutes
- Dates de diffusion :
  - États-Unis : du 8 novembre au 27 décembre 2015 sur Starz (et le 8 novembre 2015 en intégralité sur Starz Play en VOD)
  - France : du 9 novembre au 28 décembre 2015 sur OCS City

## Distribution

### Acteurs principaux
- Sarah Hay (VF : Claire Tefnin) : Claire Robbins
- Ben Daniels (VF : Simon Duprez) : Paul Grayson
- Emily Tyra (VF : Nancy Philippot) : Mia Bialy
- Irina Dvorovenko (VF : Hélène van Dyck) : Kiira
- Damon Herriman (VF : Karim Barras) : Roméo
- Josh Helman (VF : Pierre Lognay) : Bryan Robbins
- Raychel Diane Weiner (VF : Sophie Frison) : Daphné
- Sascha Radetsky (VF : Antoni Lo Presti) : Ross
- Karell Williams (VF : Damien Locqueneux) : Trey

### Acteurs récurrents
- Carling Talcott : Ashley
- Tina Benko (VF : Fanny Marcq) : Jessica
- Clifton Duncan : Reggie
- Aubrey Morgan : Suzanne
- Nadezhda Vostrikov : Patrice
- Megan Dickinson : Mona
- John Allee (en) (VF : David Manet) : Pasha (7 épisodes)
- Tovah Feldshuh (VF : Patrizia Berti) : Ivana (7 épisodes)
- Marina Benedict (en) (VF : Nathalie Hugo) : Toni Cannava (6 épisodes)
- Patrick Page (VF : Philippe Résimont) : Sergeï Zelenkov (6 épisodes)
- Vanessa Aspillaga (VF : Violette Pallaro) : Monica (6 épisodes)
- Adelaide H. O'Brien : Emily (6 épisodes)
- Mike Houston : Teddy (5 épisodes)
- James Waterston : Prescott Hawthorn (4 épisodes)

### Invités
- Stephen Schnetzer (en) (VF : Franck Dacquin) : Laurent Brousseau (épisodes 1 et 2)
- Marylouise Burke (en) : Betty (épisodes 1 et 2)
- René Ifrah : Danny (épisodes 1, 3 et 4)
- Dionne Figgins (VF : Mélanie Dermont) : Yasmine (épisodes 1, 3 et 4)
- Anthony Lee Medina (VF : Django Schrevens) : Eduardo (épisodes 1, 4 et 5)
- Reg Rogers (en) (VF : Bruno Buidin) : Jasper (épisodes 1, 5 et 7)
- Giselle Eisenberg : Molly Jordan (épisodes 3, 5 et 6)
- Boris McGiver : Maxwell Kensington (épisode 3)
- Dana Cuomo : Elaine Bialy (épisodes 5 et 7)
- Kelly Bishop (épisode 6)
- David Michael Garry (VF : Jean-François Rossion) : Griggs (épisodes 7 et 8)
- Peter O'Connor : le copain de Frank (épisode 8)
Version française
  - Société de doublage : Cinéphase
  - Direction artistique : Bruno Buidin
  - Adaptation des dialogues : Nathalie Xerri

## Production
La distribution est composée de 22 danseurs de ballet dont Irina Dvorovenko et Sascha Radetsky, tous deux anciens danseurs de l'American Ballet Theatre de New York. Moira Walley-Beckett, qui a été danseuse, voulait de vrais danseurs et non des acteurs qui pouvaient danser un peu.
Pendant sept mois un millier de danseuses ont été passées en revue ou auditionnées pour le rôle de Claire. Moira Walley-Beckett précise qu'elle « cherchait une ballerine belle et incomparable qui non seulement est une brillante danseuse, mais aussi une actrice de talent, et qui possède également une curiosité féroce et de l'enthousiasme pour les exigences du rôle. »,.
Sarah Hay, qui a commencé la danse à 8 ans, a fait partie de la Kennedy School of Ballet de Jacqueline Onassis à l'American Ballet Theatre. Elle est soliste au Semperoper Ballett de Dresde en Allemagne, où elle a interprété le rôle-titre dans Cendrillon et a joué dans Casse-Noisette, la Belle au bois dormant et Le Lac des cygnes. Elle était dans le corps de ballet du film Black Swan sans avoir un rôle d'actrice à proprement parler. Flesh and Bone est sa première véritable expérience d'actrice.
Ethan Stiefel, directeur artistique du Royal New Zealand Ballet, et consultant ainsi que chorégraphe sur la série, a créé spécifiquement un ballet de treize minutes pour Flesh and Bone.
La série a été entièrement tournée à New York. Le premier épisode a été réalisé par David Michôd. Le tournage de la première saison a débuté à la fin du mois d'avril 2014.
Flesh and Bone a été limitée à une seule saison de huit épisodes pour des raisons de budget sous-estimé initialement mais aussi parce ce que ce qui a été filmé ressemblait plus à un film de huit heures avec une fin satisfaisante qu'à une véritable série.

## Épisodes
La série est composée de huit épisodes. Les titres font références à des tactiques militaires, chacune étant définie avant le générique.
| № | Titre                       | Réalisateur        | Scénariste           | Date de diffusion | Audience |
| --- | --------------------------- | ------------------ | -------------------- | ----------------- | -------- |
| 1 | Extraction Bulling Through  | David Michôd       | Moira Walley-Beckett | 8 novembre 2015   | 190 000  |
| Claire Robbins intègre une prestigieuse compagnie de danse, la American Ballet Company. Très douée, son talent suscite les convoitises. Rapidement, elle va découvrir les sacrifices qu'il faut faire pour donner le meilleur de soi-même et devenir une danseuse étoile… |                             |                    |                      |                   |          |
| 2 | Chair à canon Cannon Fodder | Joshua Marston     | Moira Walley-Beckett | 15 novembre 2015  | 147 000  |
| Bryan, le frère de Claire, débarque à New York. Leur passé violent remonte à la surface. Kiira, une des ballerines de la compagnie, craint d'être mis à l'écart par Paul…                                                                                                 |                             |                    |                      |                   |          |
| 3 | Reconnaissance              | Stefan Schwartz    | Adam Rapp (en)       | 22 novembre 2015  | 130 000  |
| Paul est agacé par Toni, une chorégraphe, qui le pousse dans ses retranchements. La compagnie a de graves problèmes d'argent… |                             |                    |                      |                   |          |
| 4 | Raid nocturne Boogie Dark   | Nelson McCormick   | David Wiener         | 29 novembre 2015  | 124 000  |
| Claire veut que Bryan sorte de sa vie… |                             |                    |                      |                   |          |
| 5 | Disparu au combat M.I.A.    | Adam Davidson      | Jami O'Brien         | 6 décembre 2015   | 122 000  |
| Une violente compétition met à rude épreuve Claire et Kiira… |                             |                    |                      |                   |          |
| 6 | Secret défense F.U.B.A.R.   | Sam Miller (en)    | Adam Rapp            | 13 décembre 2015  | 73 000   |
| Claire hésite à rentrer dans sa famille lors de Thanksgiving… |                             |                    |                      |                   |          |
| 7 | Tenue de combat Full Dress  | Alik Sakharov (en) | Bronwyn Garrity      | 20 décembre 2015  | 116 000  |
| La soirée d'inauguration du ballet approche et Paul a du mal à gérer son stress… |                             |                    |                      |                   |          |
| 8 | Terre brûlée Scorched Earth | Alik Sakharov      | Moira Walley-Beckett | 27 décembre 2015  | 93 000   |
| C'est le grand soir pour le ballet et ses danseurs. Les tensions se cristalisent pour mieux exploser pendant la représentation… |                             |                    |                      |                   |          |

## Accueil
Aux États-Unis, lors de sa première diffusion, la série a attiré 190 000 téléspectateurs lors du pilote pour tomber à 93 000 lors de la finale. Sur Metacritic elle affiche un score de 52 % de critiques positives pour 19 critiques. Sur Rotten Tomatoes un score de 65 % pour 35 critiques avec ce consensus critique « Les relations féminines nuancées font de Flesh and Bone un portrait réaliste d'une compagnie de ballet professionnelle, même si elle souffre d'un manque de légèreté. »
Pour Télérama, la série offre « Un portrait noir, nocturne, sexuel et sanglant, qu’on sera très vite tenté de comparer à Black Swan de Darren Aronofsky. Comparaison périlleuse… Les lourdeurs du récit, ses stéréotypes, sont tous pardonnés grâce à l’élégance de la mise en scène et à de longues scènes de dialogues inspirées. »

## Distinctions

### Nominations
- Golden Globes 2016 :
  - Meilleure mini-série ou du meilleur téléfilm
  - Meilleure actrice dans une mini-série ou un téléfilm pour Sarah Hay